# Dave Murray
Dave Murray   (Londres, 23 de desembre de 1956), és un dels tres guitarristes del grup britànic de Heavy Metal Iron Maiden.
Dave és considerat el segon membre "original" d'Iron Maiden, ja que al costat del fundador Steve Harris és l'únic que ha aparegut a tots els discs d'Iron Maiden des del seu debut el 1980. Els seus solos són caracteritzats com a fluids i nets, deixant progressar ràpidament una nota després d'una altra a través de tècniques que empren la mà dreta especialment. Un tret identificatiu en els directes és la vocalització que fa mentre toca parts ràpides, com si estigués cantant alhora que traient sons de seu Fender Stratocaster. Al costat de Steve Harris, Dave ha estat l'únic membre inamovible d'Iron Maiden des de la seva fundació. Ha participat en totes les discografies, i ha estat peça clau per definir el so característic de l'agrupació, malgrat que no ha participat gaire en les composicions de lletres. Entre les seves composicions es troben les cançons Charlotte the Harlot del primer disc, i Still Life del disc Piece of Mind. Al costat de Adrian Smith, va formar un dels tàndems en guitarres més famosos del Heavy Metal. I és considerat el millor guitarrista de heavy metal. Va formar part del grup Psycho Motel, liderada per Adrian Smith, tocant la guitarra en la cançó "With You Again" de l'àlbum Welcome to the World.

## Biografia
David Michael Murray, el seu nom complet, va néixer el 23 de desembre de 1956 a Edmunton, Anglaterra, i és germà de Paulina que és sis anys més gran que ell i Janet, menor per tres anys. La mare de Dave solia treballar a mitja jornada, a causa que el seu pare va ser jubilat molt jove a conseqüència d'una malaltia. Els diners per a l'aliment de la casa entraven irregularment. La frustració i pobresa portaven als seus pares a baralles contínues, el que ocasionava que la seva mare el portés junt amb les seves germanes al refugi de l'exèrcit més pròxim, on solien passar setmanes protegits dels ocasionals atacs de fúria del seu pare. Durant la seva adolescència, Dave es va interessar per la música, pel que va elaborar una guitarra elèctrica de cartolina per fer mímica amb els discs dels Beatles, a més que també s'arriscava a joguinejar amb el piano d'un bar que s'ubicava en la part de baix d'un conjunt en el qual van viure per algun temps. El 1970 la seva família finalment va arreglar un habitatge més còmode al comtat de Clapton, i així va ser com el futur company de Steve Harris, igual com molts altres adolescents de la seva època, es va rapar.
El moment que va canviar completament la vida de Dave i que el va portar a tenir una carrera que semblava impossible en la seva època i dels que seguien l'estil de cap rapat, va ocórrer als 15 anys, quan va escoltar per primera el tema "Voodoo Child" (part 2) de Jimi Hendrix en la ràdio. L'amor de Dave pel rock va comprendre tot que es referia a l'anomenada "cultura", per això es va deixar créixer el cabell en excés, la qual cosa li va ocasionar problemes amb els seus amics de cap rapat. Va adoptar roba "hippy" i va començar a llegir el diari "Melody Maker" que parlava del rock de l'època, amb el qual també va començar a freqüentar espectacles i a sortir amb un nou grup d'amics, sent el més pròxim, Adrian Smith. Quant al seu so emprava un '¡humbucker superdistortion fabricat per Dimarzio, que va ser substituït per un humbucker compacte hot rails de la firma Seymour Duncan. Ambdues en posició pont.